# Floorp
Floorp（フロープ）は、Mozilla FirefoxをベースとしたWindows / macOS / Linux向けのオープンソースのウェブブラウザ。

## 概要
FloorpはMozilla Firefoxをベースとして開発・メンテナンスされており、垂直タブや多機能なサイドバー、ワークスペース、PWA、カスタムCSSなど多数の機能が追加されている。また、Firefoxのアドオンに互換性がある。
2024年10月現在で最新のメジャーバージョン、Floorp 11ではFirefoxのESR版に基づいて4週間ごとにアップデートを受け取っており、最新のセキュリティが維持されている。

## 特徴

### ユーザーインターフェイス（テーマ）
タブの表示・非表示や表示位置の変更、垂直タブへの最適化などが可能であるほか、タイトルバーにツールバーの要素を移動することやサイドバーを折り畳み、マウスが重なったときのみ展開することも可能である。
また、タブバー上部の隙間の有無やブックマークのラベルの表示/非表示の切り替え、タブの名前表示の中央揃え、タブバーとURLバーを同じ行に表示するなど、非常に細かいカスタマイズに対応している。
デザインを設定画面から切り替えることができ、デフォルトの「Lepton デザイン」の他、Firefoxのデフォルトテーマである「Firefox Proton デザイン」、Proton デザインにメニューアイコンの追加や余白の調整などを施した「Proton fix デザイン」、2017年から2021年までのFirefoxのUIデザインに似た「Photon デザイン」、Google Chrome風の「Fluerial UI デザイン」が選択できる。
かつてはOSによってMicrosoft Edge風の「Fluent UI デザイン」やGNOME風の「Gnome UI デザイン」も存在したが、11.17.0で削除されている。また、Fluerial UI デザインも11.17.0で新しいものに置き換えられている。
新しいタブの背景もカスタマイズ可能であり、任意の画像や複数の画像の入ったフォルダを指定できる他、Unsplashの写真がランダムに表示される機能もある。
また、カスタムCSSによってFirefoxと比べて簡単にブラウザの外観をカスタマイズできる。

### タブ関連機能
Floorpは多くのタブを扱うのに向いている、垂直タブや多段タブ、閉じたタブを復活させる機能などを搭載している。
また、表示中のWebページのQRコードを表示する機能があり、Firefox Syncによる同期が行われていないブラウザにも簡単にタブを共有できる。

### ワークスペース
Floorpにはワークスペース機能が搭載されており、タブをカテゴリ毎に異なるワークスペースにグループ化することができる。
単一ウィンドウ内で複数のタブのセットを切り替えることができ、たとえばソーシャルメディア用、旅行計画用、仕事関連のリサーチ用などとタブを分けておくことができる。

### ブラウザーマネージャーサイドバー
ブラウザーマネージャーサイドバーはデフォルトでFloorpの右側に表示されており、お気に入りや履歴、ウェブサイトなどをパネル表示することができる。パネルに表示するウェブサイトは自分で追加することも可能。
また、サイドバーでFloorp Notesというメモ機能を使用することができ、ウェブサイトを閲覧しながらメモを取ることが可能となっている。このメモは同じアカウントで同期されているFloorpで共有される。

### プログレッシブウェブアプリ（PWA）
2023年12月リリースの11.7.0でWindows版にプログレッシブウェブアプリ（PWA）が実装された。Firefoxがこの機能の開発を放棄していることもあり、PWAの実装はFirefox派生Webブラウザーとしては初である。

### 分割ビュー
2つのタブで開いたウェブページを左右または上下に並べて同時に閲覧できる、分割ビュー機能が搭載されている。

### カスタムショートカットキー
ブラウザの様々な操作に対して割り当てられたショートカットキーを自由に編集することができる。

### プライバシー関連機能
フィンガープリントに対する強力な保護を設定できるほか、WebGLやWebRTCの有効/無効を切り替えられるなど、個人や端末を特定するメカニズムを抑制できる機能が備わっている。また、Floorpではユーザーからデータを収集しておらず、Firefoxに含まれる不要なテレメトリオプションも無効化されている。
Floorpは更に多くの広告とトラッカーをブロックしたい場合の選択肢として、コンテンツブロッカーのブラウザ拡張機能である、uBlock Originのインストールを推奨している。

## 評価
『Mr.PC』誌2023年5月号では有用な機能が標準で搭載されていて便利で使いやすいと評価されている。
『窓の杜』のレビュー記事では、垂直タブなどの便利な機能が標準で含まれており、アドオンのインストールなしでも快適なブラウジングが可能であることや、UIのカスタマイズ性の高さ、国内開発なので海外製のアプリよりも気軽に開発者とコミュニケーションが取れる点などが評価されている。